# Delacre
Biscuits Delacre ist ein belgischer Hersteller von Feingebäck, insbesondere Dauerbackwaren. Das Unternehmen mit Hauptsitz in Groot-Bijgaarden ist seit Dezember 2016 eine Tochtergesellschaft des italienischen Süßwarenkonzerns Ferrero. Delacre produziert in Verviers-Lambermont sowie im französischen Nieppe, jeweils mit saisonabhängig etwa 300 oder mehr Mitarbeitern, und erzielte 2015 einen Umsatz von etwa 120 Millionen Euro.

## Geschichte

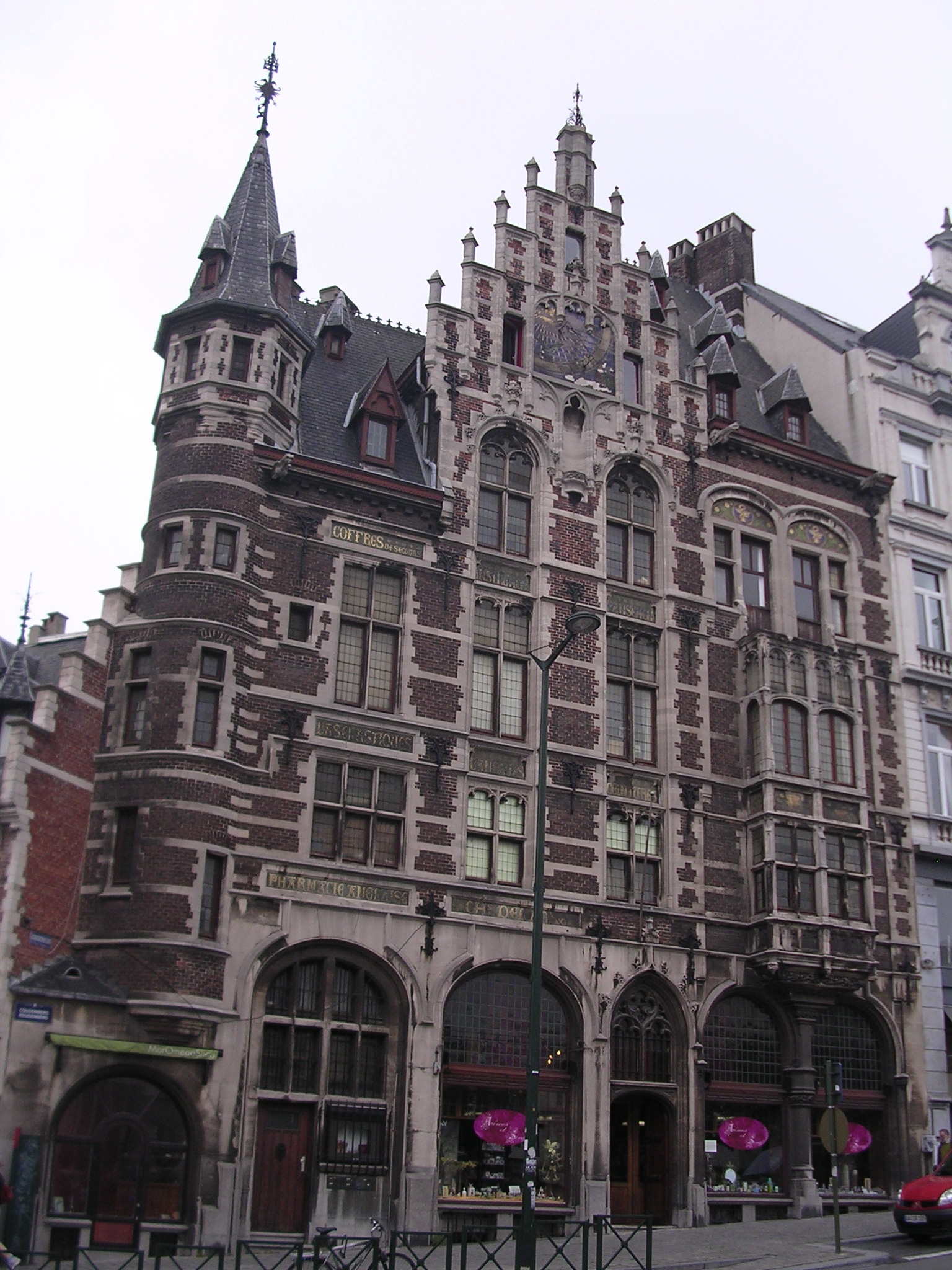
Ehemalige Pharmacie Ch. Delacre, erbaut 1895 nach Entwürfen von Paul Saintenoy

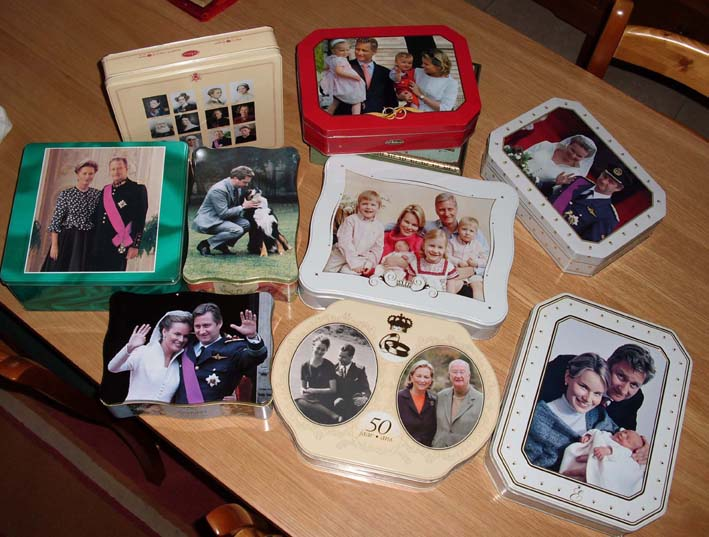
Gebäckdosen von Delacre

Gründer des Unternehmens war Charles Delacre (* 1826 in Dunkerque/Frankreich), der am Coudenberg/Hofberg in Brüssel, unweit des Königlichen Palastes, eine Apotheke führte. Er begann zunächst im kleinen Rahmen mit der Herstellung von Schokolade, die er in seiner Apotheke nebenher verkaufte. Da der Absatz sich positiv entwickelte, eröffnete er später am Magdalenasteenweg, beim Großen Markt, ein spezielles Schokoladen-Geschäft. 1872 ging in Elsene seine erste Fabrik in Betrieb. Nachdem Delacre 1879 Hoflieferant der belgischen Krone geworden war (er hatte geschickterweise seinen Produkten Namen wie „König und Königin“ gegeben und Abbildungen des Königspaares auf die Verpackung drucken lassen), folgte 1880 eine zweite Produktionsstätte in Vilvoorde. Im Jahr 1891 stellte Delacre erstmals Feinbackwaren her. Jedoch entwickelte erst sein Sohn Pierre, dem er 1906 die Geschäftsleitung übergab, die Gebäckproduktion zu einem bedeutenden Geschäftsbereich. 
Nach Erstem Weltkrieg, Wirtschaftskrise und Zweitem Weltkrieg wurde ab 1945 der Schwerpunkt des Unternehmens auf die Produktion von Feingebäck (Patisserie) gelegt. Das stark wachsende Unternehmen expandierte zunächst ins europäische Ausland (Frankreich, Deutschland, Niederlande, Schweiz), dann durch eine Kooperation mit Pepperidge Farm Inc. nach Nordamerika. Pepperidge Farm wurde 1961 von der Campbell Soup Company übernommen, die dadurch auch die Kontrolle über Delacre erlangte. Ebenfalls 1961 wurde in Nieppe auf dem Areal einer ehemaligen Textilfabrik ein Werk eingerichtet, in dem speziell das „Cigarettes russes“ (Russische Zigaretten) genannte Gebäck hergestellt wird. Seit 1975 produziert Delacre auch in Lambermont, das heute zur Gemeinde Verviers gehört.
1998 veräußerte Campbell seine Anteile an Delacre für 125 Millionen £ an die britische United Biscuits. United Biscuits wurde 2014 vom größten türkischen Lebensmittelhersteller, der Yıldız Holding, übernommen. Im Juli 2016 gab der italienische Nahrungsmittelkonzern Ferrero ein Übernahmeangebot für Delacre ab. Die Ferrero-Holding CTH Invest übernahm schließlich im Dezember 2016 Delacre, bestehend aus Biscuits Delacre N.V. und United Biscuits Industries SAS.